# Charlotte et Henri
Pour les articles homonymes, voir Charlotte et Henri.
Charlotte et Henri est une bande dessinée publiée par le magazine pour enfants Les Belles Histoires, chaque mois de 1985 à 2001.

## Présentation
Le scénario et les illustrations sont de Bob Graham (en), l'adaptation de Bernadette Garreta et le lettrage de Nicole Vilette.
Deux albums ont été édités : Les aventures de Charlotte et Henri en 1987 et Les mercredis de Charlotte et Henri en 1997.
Elle a été remplacée quelques mois par Gaston et Lili de mars à août 1992, époque pendant laquelle Bob Graham publie Les vacances d'Hélène, Paul et bébé Louis dans la revue Les Belles histoires de juillet 1992.

## Adaptation
Cinq courts-métrages d'animation regroupés sous le titre The Adventures of Charlotte and Henry ont été produits en 2008 par le réalisateur Steve Trenbirth